# Nikitin NW-1
Die Nikitin NW-1 (russisch Никитин НВ-1) war ein kleines einsitziges Sport- und Schulflugzeug in Tiefdecker-Ausführung, welches von dem sowjetischen Flugzeugkonstrukteur Wassili Nikitin entworfen, Anfang 1933 gebaut und im September des gleichen Jahres durch den Testflieger Waleri Tschkalow erprobt wurde. Das Ziel war ein schnelles und wendiges Flugzeug mit gutmütigen Flugeigenschaften für die Ausbildung von Piloten zu schaffen. Es sollte Eigenschaften aufweisen, die einem Jagdflugzeug nahe kamen.

## Geschichte
Die NW-1 wurde für den Einsatz bei der OSSOAWIACHIM, der Vorläuferorganisation der DOSAAF, entwickelt und war Nikitins erste Eigenkonstruktion.
Bei den Versuchsflügen stellte sich schnell heraus, dass dieses Flugzeug sehr schlechte Flugeigenschaften besaß und nur von erfahrenen Piloten beherrschbar war. Tschkalow soll neun bis zwölf Flüge im Rahmen der Erprobung unternommen haben. Aufgrund der Erfahrungen, die man mit diesem Flugzeug machte, wurde die Entwicklung als rein experimentell und eine Weiterentwicklung als notwendig angesehen. Diese Weiterentwicklung stellte sich 1935/1936 in einem freitragenden Tiefdecker mit der Bezeichnung Nikitin NW-2 dar.

## Konstruktion
Die NW-1 wurde in Gemischtbauweise hergestellt und besaß einen kurzen gedrungenen Rumpf in Stahlrohr-Bauweise mit teilweiser Aluminiumverkleidung. Die ab der Mitte nach oben geknickten Außentragflächen waren Holzkonstruktionen mit Stoffbespannung und zur Mitte des Rumpfes, vor der offenen Pilotenkabine, abgestrebt. Zusätzliche Verstrebungen befanden sich unterhalb der Tragflächen. Diese führten beidseitig von den Außenseiten der Flächen zu den Fahrwerksverkleidungen und zwischen dem Fahrwerk von der Innenseite der Verkleidungen zur Rumpfunterseite. Das starre „Hosenbein“- Fahrwerk besaß keine Stoßdämpfung und war mit Ballonreifen ausgestattet. Das Flugzeug wurde von einem 110 PS starken Sternmotor vom Typ M-11 angetrieben. Die Luftschraube wurde von der U-2 übernommen. Eine Ähnlichkeit mit der Polikarpow I-16 war durchaus vorhanden. Der Flugzeugrumpf sollte bei einer späteren Entwicklung Nikitins im Jahr 1939, beim Doppeldecker NW-6, noch einmal Verwendung finden.

## Technische Daten
| Kenngröße             | Daten           |
| --------------------- | --------------- |
| Besatzung             | 1               |
| Länge                 | 4,25 m          |
| Spannweite            | 6,40 m          |
| Höhe                  | 1,80 m          |
| Flügelfläche          | 6,85 m²         |
| Startmasse            | 510 kg          |
| Höchstgeschwindigkeit | 232 km/h        |
| Triebwerk             | Sternmotor M-11 |
| Leistung              | 110 PS (81 kW)  |